# Landturm Großharbach

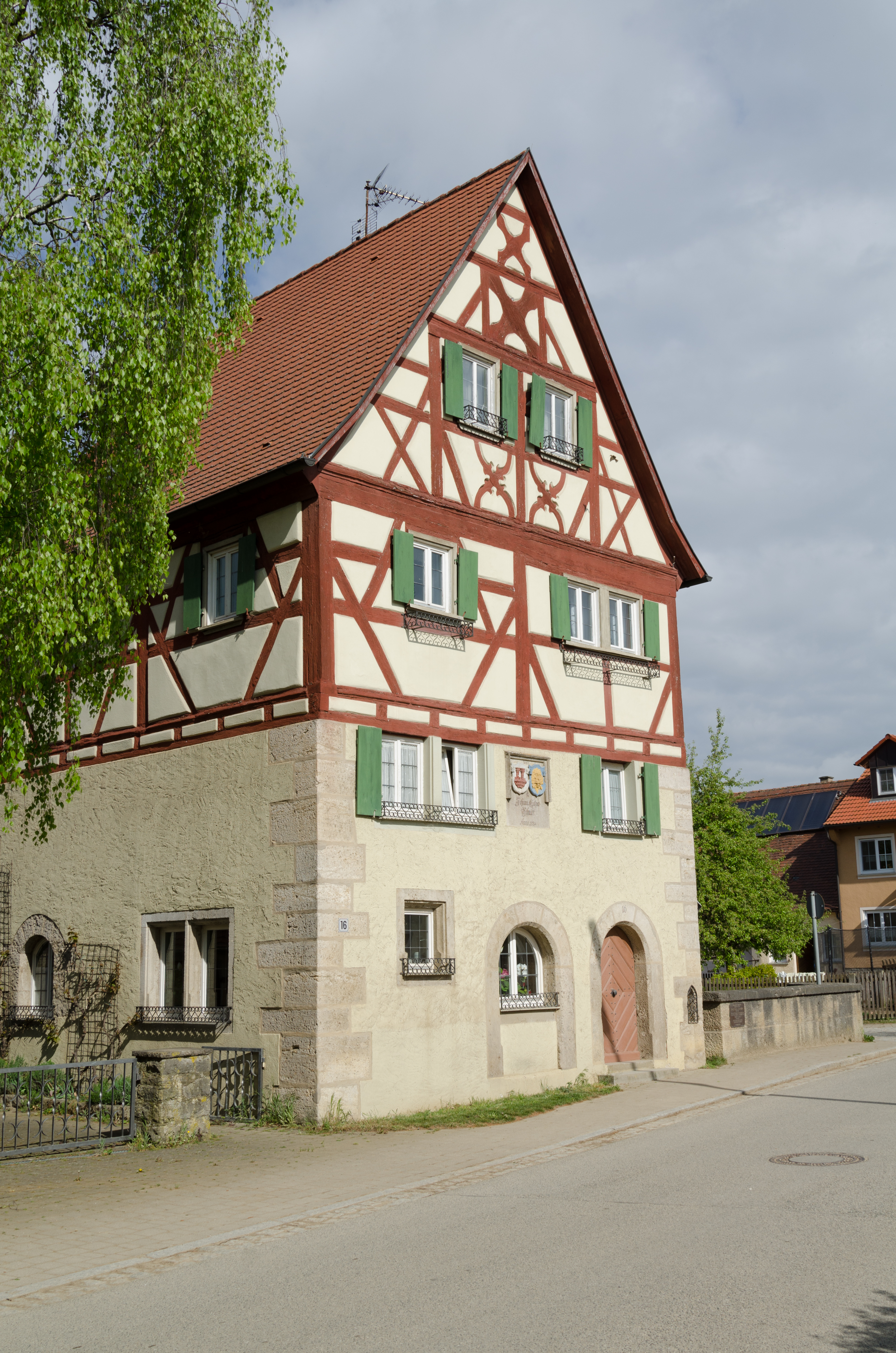
Ehemaliger Landturm in Großharbach

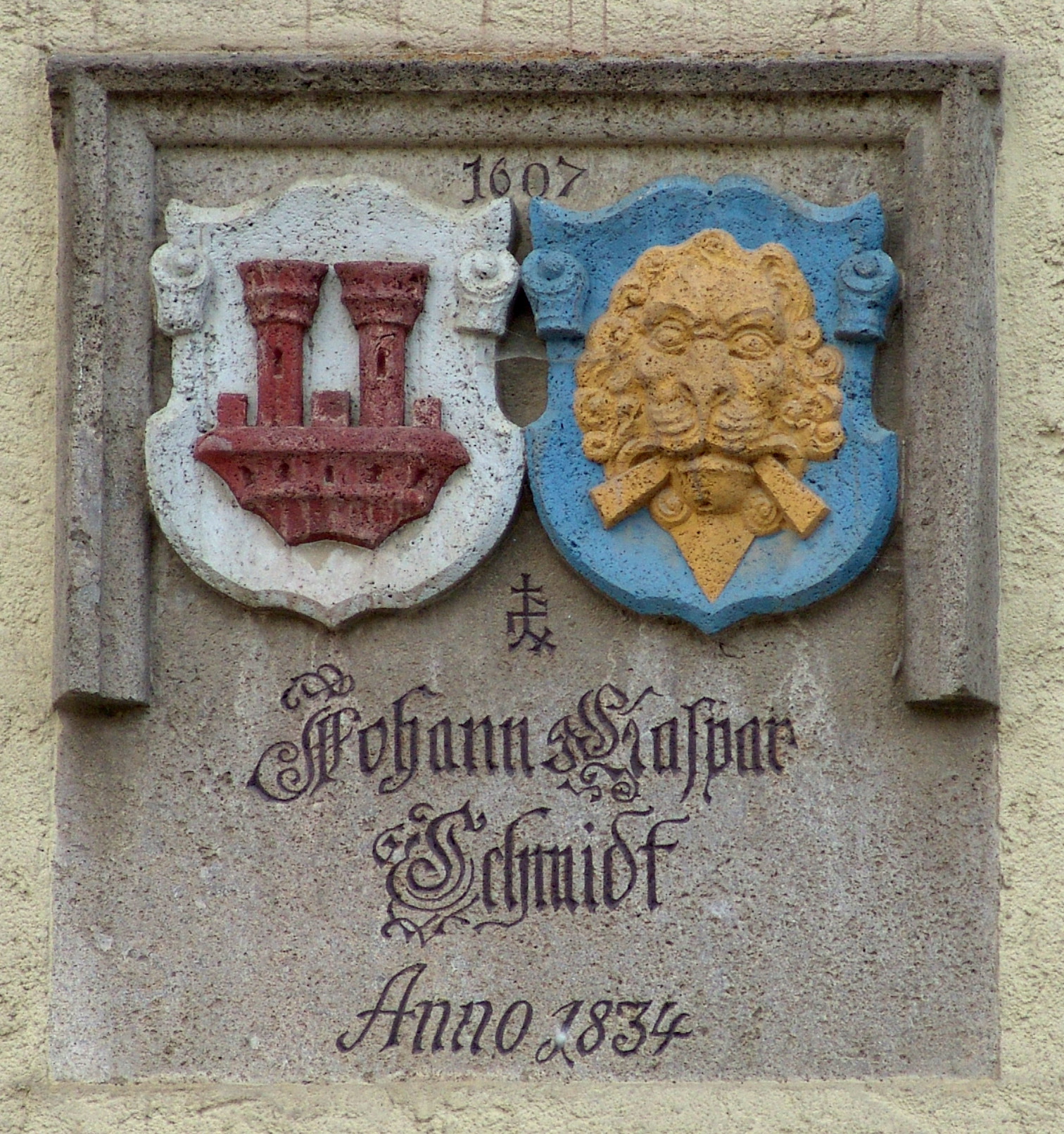
Wappen

Der ehemalige Landturm in Großharbach, einem Gemeindeteil von Adelshofen im mittelfränkischen Landkreis Ansbach in Bayern, wurde im 15. Jahrhundert errichtet. Das Fachwerkhaus mit der Adresse Großharbach 16 ist ein geschütztes Baudenkmal.

## Beschreibung
Das heutige Turmhaus, ehemals ein Landturm an der Grenze der Rothenburger Landwehr, ist ein dreigeschossiger Halbwalmdachbau über massivem Erdgeschoss mit verzahnter Eckquaderung. Das Fachwerk wurde im 17. Jahrhundert aufgesetzt und das Gebäude nach Westen erweitert.
Das Wappen an der Eingangsseite hat folgende Inschrift: „1607 Johann Kaspar Schmidt Anno 1834“.